# Mã IP
Mã IP, Nhãn Bảo vệ Quốc tế (International Protection Marking), Tiêu chuẩn IEC 60529 dùng để phân loại và xếp hạng mức độ bảo vệ của lớp vỏ bảo vệ hoặc tủ điện. Ủy ban Kỹ thuật điện Quốc tế là cơ quan ban hành tiêu chuẩn này.
Tiêu chuẩn được tạo ra nhằm cung cấp cho người sử dụng thông tin rõ ràng hơn thay vì những thuật ngữ quảng cáo mơ hồ như chống nước. Các ký số chỉ ra các tiêu chuẩn mà sản phẩm đạt được (chi tiết tại bảng ở dưới). Nếu có một tiêu chí bảo vệ nào đó không đạt được, ký số sẽ được thay bằng ký tự X.
Lấy ví dụ một ổ cắm điện được xếp loại IP22 có thể bảo vệ việc đưa ngón tay vào và sẽ không bị hư hỏng hoặc mất an toàn trong thử nghiệm khi đặt thẳng đứng hoặc gần thẳng đứng dưới dòng nước nhỏ giọt. Một ví dụ khác là điện thoại Sony Xperia Z Ultra, một trong những điện thoại di động đầu tiên được xếp hạng IP; nó được xếp hạng IP58 và được quảng cáo là "chống bụi" và có thể "nhúng dưới nước ở độ sâu 1,5~m trong vòng tối đa 30 phút", và Đồng hồ vạn năng Fluke 27 II & 28 II, được xếp hạng IP67, cũng có khả năng chống nước và bụi cao. Thông thường, IP22 hoặc 2X là yêu cầu tối thiểu khi thiết kế các linh kiện điện trong nhà.

## Chi tiết mã
| Phân loại | Bảo vệ khỏi vật rắn | Bảo vệ khỏi chất lỏng | Chống tác động cơ học | Bảo vệ khác |
| --------- | ------------------- | --------------------- | --------------------- | ----------- |
| IP        | Số lẻ: 0–6          | Số lẻ: 0–9            | Số lẻ: 0–9            | Ký tự       |
| Bắt buộc  | Bắt buộc            | Bắt buộc              | Không còn sử dụng     | Tùy chọn    |

### Bảo vệ khỏi vật rắn
Ký số đầu tiên chỉ thị mức độ bảo vệ của vỏ bọc khỏi sự thâm nhập vào các bộ phận dễ gây nguy hiểm (như, chất dẫn điện, bộ phận chuyển động) và sự thâm nhập của các vật thể rắn bên ngoài.
| Cấp độ | Bảo vệ khỏi vật có kích thước | Tác dụng |
| ------ | ----------------------------- | --- |
| 0      | —                             | Không có bảo vệ khỏi tiếp xúc và thâm nhập của vật thể |
| 1      | >50 mm                        | Bề mặt lớn của vật thể, như mu bàn tay, nhưng không có khả năng chống lại sự tiếp xúc với bộ phận cơ thể                                                                              |
| 2      | >12.5 mm                      | Ngón tay hoặc các vật thể tương tự |
| 3      | >2.5 mm                       | Thiết bị, dây dày, v.v |
| 4      | >1 mm                         | Phần lớn dây, ốc vít, v.v |
| 5      | Ngăn bụi                      | Không bảo vệ hoàn toàn khỏi sự thâm nhập của bụi, nhưng sẽ không bị thâm nhập với số lượng đủ lớn để ảnh hưởng đến hoạt động bình thường của thiết bị; bảo vệ hoàn toàn khỏi tiếp xúc |
| 6      | Chống bụi                     | Không cho bụi xâm nhập; hoàn toàn bảo vệ khỏi tiếp xúc |

### Bảo vệ khỏi chất lỏng
Ký số thứ hai chỉ thị mức độ bảo vệ của vỏ bọc khỏi sự thâm nhập nguy hiểm của nước.
| Cấp độ | Bảo vệ khỏi                        | Được kiểm nghiệm đối với | Chi tiết |
| ------ | ---------------------------------- | --- | --- |
| 0      | Không được bảo vệ                  | — | — |
| 1      | Nước nhỏ giọt                      | Nước nhỏ giọt (thẳng đứng) sẽ không có tác động nguy hiểm. | Thời gian kiểm nghiệm: 10 phút Tương đương với mưa rơi 1 mm mỗi phút |
| 2      | Nước nhỏ giọt khi nghiêng tới 15°  | Nước nhỏ giọt thẳng đứng sẽ không có tác động nguy hiểm khi vỏ bọc đặt nghiêng một góc tối đa 15° từ vị trí bình thường.                                                                                         | Thời gian kiểm nghiệm: 10 phút Tương đương với mưa rơi 3 mm mỗi phút |
| 3      | Tia nước                           | Nước rơi thành tia ở góc tối đa 60° từ vị trí thẳng đứng sẽ không có tác động nguy hiểm. | Thời gian kiểm nghiệm: 5 phút Lượng nước: 0.7 lít mỗi phút Áp lực: 80–100 kPa |
| 4      | Tạt nước                           | Nước được tạt vào vỏ bọc từ bất kỳ hướng nào sẽ không có tác động nguy hiểm. | Thời gian kiểm nghiệm: 5 phút Lượng nước: 10 lít mỗi phút Áp lực: 80–100 kPa |
| 5      | Phun nước                          | Nước được phun từ vòi (6,3 mm) vào vỏ bọc từ bất kỳ hướng nào sẽ không có tác động nguy hiểm. | Thời gian kiểm nghiệm: tối thiểu 3 phút Lượng nước: 12.5 lít mỗi phút Áp lực: 30 kPa từ khoảng cách 3 m                                                                                          |
| 6      | Phun nước mạnh                     | Nước được phun mạnh từ vòi (vòi 12,5 mm) vào vỏ bọc từ bất kỳ hướng nao sẽ không có tác động nguy hiểm. | Thời gian kiểm nghiệm: tối thiểu 3 phút Lượng nước: 100 lít mỗi phút Áp lực: 100 kPa từ khoảng cách 3 m                                                                                          |
| 6K     | Phun nước mạnh với áp lực tăng dần | Nước được phun mạnh từ vòi (vòi 6,3 mm) vào vỏ bọc từ bất kỳ hướng nào, với áp lực tăng dần, sẽ không có tác động nguy hiểm.                                                                                     | Thời giam kiểm nghiệm: tối thiểu 3 phút Lượng nước: 75 lít mỗi phút Áp lực: 1000 kPa từ khoảng cách 3 m                                                                                          |
| 7      | Ngâm trong nước sâu tới 1 m        | Nước không thể thâm nhập với lượng nguy hiểm khi vỏ bọc được ngâm vào nước với điều kiện áp lực và thời gian quy định (sâu tối đa 1 m).                                                                          | Thời gian kiểm nghiệm: 30 phút Điểm ngâm thấp nhất của vỏ bọc có chiều cao dưới 850 mm là 1000 mm dưới mực nước, điểm cao nhất của vỏ bọc có chiều cao từ 850 mm trở lên là 150 mm dưới mực nước |
| 8      | Ngâm sâu hơn 1 m                   | Thiết bị phù hợp với việc ngâm liên tục trong nước dưới điều kiện do nhà sản xuất đặt ra. Tuy nhiên, với một số loại thiết bị cụ thể, điều này có thể có nghĩa là nước có khả năng xâm nhập nhưng không gây hại. | Thời gian kiểm nghiệm: ngâm liên tục trong nước Độ sâu do nhà sản xuất chỉ định, thường tối đa 3 m                                                                                               |
| 9k     | Phun nước mạnh với nhiệt độ cao    | Bảo vệ khỏi áp lực cao, nhiệt độ cao ở khoảng cách gần từ trên xuống. | — |

### Các ký tự khác
Tiêu chuẩn còn định nghĩa các ký tự gắn thêm vào để phân loại mức độ bảo vệ khỏi sự tiếp xúc của người vào các bộ phận nguy hiểm:
| Cấp độ | Bộ phận được bảo vệ khỏi tiếp xúc với phần nguy hiểm |
| ------ | ---------------------------------------------------- |
| A      | Mu bàn tay                                           |
| B      | Ngón tay                                             |
| C      | Thiết bị                                             |
| D      | Dây                                                  |

Các ký tự khác có thể được gắn thêm vào để cung cấp thông tin bổ sung liên quan đến việc bảo vệ thiết bị:
| Ký tự | Ý nghĩa                                       |
| ----- | --------------------------------------------- |
| f     | Chống dầu                                     |
| H     | Thiết bị điện thế cao                         |
| M     | Thiết bị di chuyển trong kiểm nghiệm với nước |
| S     | Thiết bị đứng yên trong kiểm nghiệm với nước  |
| W     | Điều kiện thời tiết                           |

### Chống tác động cơ học
Một ký số bổ sung đôi khi được sử dụng để chỉ ra khả năng chống tác động cơ học của thiết bị. Sự tác động cơ học này được xác định bằng năng lượng đủ để đạt được khả năng chống, được đo bằng joule (J). Mã này đã được thay thế bằng 'mã IK' riêng biệt trong EN 62262.
Mặc dù tiêu chuẩn này đã được bỏ ra khỏi phiên bản 3 của IEC 60529 trở về sau, và không hiện diện trong bản tiếng Anh, các bảng miêu tả kỹ thuật của các vỏ bọc cũ đôi khi vẫn sử dụng ký số IP tùy chọn thứ ba này để biểu hiện khả năng chịu tác động. Các sản phẩm mới hơn sẽ sử dụng xếp hạng IK. Tuy nhiên không có sự chuyển đổi tương đương từ tiêu chuẩn cũ sang tiêu chuẩn mới.
| Cấp độ IP | Năng lượng tác động | Khối lượng và chiều cao thả rơi |
| --------- | ------------------- | ------------------------------- |
| 0         | —                   | —                               |
| 1         | 0,225 J             | 150 g thả từ 15 cm              |
| 2         | 0,375 J             | 250 g thả từ 15 cm              |
| 3         | 0,5 J               | 250 g thả từ 20 cm              |
| 5         | 2 J                 | 500 g thả từ 40 cm              |
| 7         | 6 J                 | 1.5 kg thả từ 40 cm             |
| 9         | 20 J                | 5.0 kg thả từ 40 cm             |

| Số IK | Năng lượng tác động (joule) | Tác động tương đương      |
| ----- | --------------------------- | ------------------------- |
| 00    | Không được bảo vệ           | Không kiểm nghiệm         |
| 01    | 0,15                        | Thả vật 200 g từ 7,5 cm   |
| 02    | 0,2                         | Thả vật 200 g từ 10 cm    |
| 03    | 0,35                        | Thả vật 200 g từ 17,5 cm  |
| 04    | 0,5                         | Thả vật 200 g từ 25 cm    |
| 05    | 0,7                         | Thả vật 200 g từ 35 cm    |
| 06    | 1                           | Thả vật 500 g từ 20 cm    |
| 07    | 2                           | Thả vật 500 g từ 40 cm    |
| 08    | 5                           | Thả vật 1.7 kg từ 29,5 cm |
| 09    | 10                          | Thả vật 5 kg từ 20 cm     |
| 10    | 20                          | Thả vật 5 kg từ 40 cm     |